# 新莊流彈殺人案
新莊流彈殺人案，是指在2009年5月31日發生於台北縣新莊市（今新北市新莊區）的命案。當時一名男子在騎摩托車時，被附近試槍時所射出的一顆流彈擊斃，事件引起社會譁然。直至2025年，此案仍未能破案及未能找到真凶。

## 案件經過
5月31日晚，黃姓男子及其妻子當時在返家途中，騎摩托車經過新莊市瓊林路時，在附近有人試槍，他的妻子則聽到疑似鞭炮聲及感不以為意。然而沒多久後，他就被流彈擊中，連續向妻子喊了3聲「好痛」，持續騎了近一公里，才因手臂無法摧油而停下，並吐血倒地，送院後不治。
經驗屍解剖發現，子彈是從右臂射入，平行卡在左胸腔內。而子彈為8釐米的土製銅質子彈，槍枝屬玩具手槍改造的改造手槍。

## 案件調查
案件發生後，臺北縣政府警察局新莊分局先後懷疑槍擊發生附近地區內的一處鐵皮空屋及環河路慈惠堂前方的社區小公園花台是槍擊地點，然而期後皆證實與案件無關。再者，警方先後找到及拘捕了十多名的嫌疑犯，然而皆因證據不足等原因而獲釋及無法找到兇手。
2018年時，《壹週刊》報導及指出員警在當時事發一個月後，於案發現場不遠處發現一塊石板，而該石板底下壓着一個紅包袋及內有一張符咒。

## 相關事件

### 縣長稱警察局長會自請處分
在6月3日，時任臺北縣縣長周錫瑋在臺北縣議會接受質詢時表示希望能在1個月內就破案，如果不行，臺北縣政府警察局局長林國棟絕對會自請處分。
在7月2日，由於1個月內未能破案，縣長周錫瑋被記者詢問局長林國棟是否有自請處分，他當時未有回應，期後臺北縣政府新聞處處長李宗桂則說明，限期破案有時反會造成冤案及並非好事情，而其說法讓當時質詢的臺北縣議員無法接受。

### 申請被害人補償金不果
2010年5月時，即案件發生一週年時，被害者的家屬稱他們曾以遺孀的名義向臺灣板橋地方法院檢察署「犯罪被害人補償審議委員會」申請被害人補償金，卻遭委員會認定他們有存款及房產、遺孀有工作與領有丈夫保險給付等理由駁回。他們批評這是司法對家屬的二次傷害，並要求司法應負起照顧他們的責任和發放補償金。而犯罪被害人保護協會板橋分會對此事及委員會半年來毫無進展感無奈，並會為被害者的家屬提供協助。其後，板橋地檢署發表聲明，澄清他們仍指揮司法警察全力調查，且無拖延半年以上毫無進度之事及他們是依法駁回申請。
2011年5月時，家屬稱他們兩度向板橋地檢署「犯罪被害人補償審議委員會」申請補償金，卻兩度被駁回，表示是司法體系對遺孀、遺腹子的二度傷害。